# Phil Towle
Phil Towle es un autodenominado "Performance Enhancement Coach" conocido por su trabajo con el guitarrista y cantante de la banda estadounidense de heavy metal Metallica, James Hetfield, que aparece en el documental Some Kind of Monster. En el documental, se le ve trabajando con la banda para sobrellevar la marcha del bajista Jason Newsted, mientras trabajan en su álbum St. Anger. Towle ha trabajado con discográficas, equipos de baseball y otras organizaciones. Desde 1997, ha trabajado con el guitarrista de Rage Against The Machine/Audioslave Tom Morello, Stone Temple Pilots, el defensa de Tennessee Titans Kevin Carter o el entrenador de la NFL Dick Vermeil, entre otros.